# F**k You!
F**k You! is een single van Cee Lo Green. Het nummer is uitgebracht als voorloper op zijn latere album The Lady Killer dat in december 2010 is verschenen. Nadat het nummer begin september 2010 was uitgekomen, bereikte het op 18 september de eerste plaats van de Nederlandse Top 40. In week 36 was het nummer de 3FM Megahit. Voor de Engelstalige landen werd een speciale radio edit uitgebracht genaamd Forget You!.

## Hitnoteringen

### Nederlandse Top 40
| Hitnotering: 11-09-2010 t/m 11-12-2010 | Hitnotering: 11-09-2010 t/m 11-12-2010 | Hitnotering: 11-09-2010 t/m 11-12-2010 | Hitnotering: 11-09-2010 t/m 11-12-2010 | Hitnotering: 11-09-2010 t/m 11-12-2010 | Hitnotering: 11-09-2010 t/m 11-12-2010 | Hitnotering: 11-09-2010 t/m 11-12-2010 | Hitnotering: 11-09-2010 t/m 11-12-2010 | Hitnotering: 11-09-2010 t/m 11-12-2010 | Hitnotering: 11-09-2010 t/m 11-12-2010 | Hitnotering: 11-09-2010 t/m 11-12-2010 | Hitnotering: 11-09-2010 t/m 11-12-2010 | Hitnotering: 11-09-2010 t/m 11-12-2010 | Hitnotering: 11-09-2010 t/m 11-12-2010 | Hitnotering: 11-09-2010 t/m 11-12-2010 | Hitnotering: 11-09-2010 t/m 11-12-2010 |
| Week:                                  | 1                                      | 2                                      | 3                                      | 4                                      | 5                                      | 6                                      | 7                                      | 8                                      | 9                                      | 10                                     | 11                                     | 12                                     | 13                                     | 14                                     |                                        |
| -------------------------------------- | -------------------------------------- | -------------------------------------- | -------------------------------------- | -------------------------------------- | -------------------------------------- | -------------------------------------- | -------------------------------------- | -------------------------------------- | -------------------------------------- | -------------------------------------- | -------------------------------------- | -------------------------------------- | -------------------------------------- | -------------------------------------- | -------------------------------------- |
| Positie:                               | 22                                     | 1                                      | 1                                      | 1                                      | 3                                      | 4                                      | 4                                      | 5                                      | 10                                     | 13                                     | 18                                     | 22                                     | 31                                     | 38                                     | uit                                    |

### NederlandseSingle Top 100
| Hitnotering: 04-09-2010 t/m 22-01-2011 | Hitnotering: 04-09-2010 t/m 22-01-2011 | Hitnotering: 04-09-2010 t/m 22-01-2011 | Hitnotering: 04-09-2010 t/m 22-01-2011 | Hitnotering: 04-09-2010 t/m 22-01-2011 | Hitnotering: 04-09-2010 t/m 22-01-2011 | Hitnotering: 04-09-2010 t/m 22-01-2011 | Hitnotering: 04-09-2010 t/m 22-01-2011 | Hitnotering: 04-09-2010 t/m 22-01-2011 | Hitnotering: 04-09-2010 t/m 22-01-2011 | Hitnotering: 04-09-2010 t/m 22-01-2011 | Hitnotering: 04-09-2010 t/m 22-01-2011 | Hitnotering: 04-09-2010 t/m 22-01-2011 | Hitnotering: 04-09-2010 t/m 22-01-2011 | Hitnotering: 04-09-2010 t/m 22-01-2011 | Hitnotering: 04-09-2010 t/m 22-01-2011 | Hitnotering: 04-09-2010 t/m 22-01-2011 | Hitnotering: 04-09-2010 t/m 22-01-2011 | Hitnotering: 04-09-2010 t/m 22-01-2011 | Hitnotering: 04-09-2010 t/m 22-01-2011 | Hitnotering: 04-09-2010 t/m 22-01-2011 | Hitnotering: 04-09-2010 t/m 22-01-2011 | Hitnotering: 04-09-2010 t/m 22-01-2011 |
| Week:                                  | 1                                      | 2                                      | 3                                      | 4                                      | 5                                      | 6                                      | 7                                      | 8                                      | 9                                      | 10                                     | 11                                     | 12                                     | 13                                     | 14                                     | 15                                     | 16                                     | 17                                     | 18                                     | 19                                     | 20                                     | 21                                     |                                        |
| -------------------------------------- | -------------------------------------- | -------------------------------------- | -------------------------------------- | -------------------------------------- | -------------------------------------- | -------------------------------------- | -------------------------------------- | -------------------------------------- | -------------------------------------- | -------------------------------------- | -------------------------------------- | -------------------------------------- | -------------------------------------- | -------------------------------------- | -------------------------------------- | -------------------------------------- | -------------------------------------- | -------------------------------------- | -------------------------------------- | -------------------------------------- | -------------------------------------- | -------------------------------------- |
| Positie:                               | 45                                     | 3                                      | 5                                      | 6                                      | 6                                      | 9                                      | 8                                      | 13                                     | 20                                     | 18                                     | 10                                     | 19                                     | 34                                     | 55                                     | 20                                     | 43                                     | 49                                     | 55                                     | 48                                     | 73                                     | 98                                     | uit                                    |

### VlaamseUltratop 50
| Hitnotering: 18-09-2010 t/m 08-01-2011 | Hitnotering: 18-09-2010 t/m 08-01-2011 | Hitnotering: 18-09-2010 t/m 08-01-2011 | Hitnotering: 18-09-2010 t/m 08-01-2011 | Hitnotering: 18-09-2010 t/m 08-01-2011 | Hitnotering: 18-09-2010 t/m 08-01-2011 | Hitnotering: 18-09-2010 t/m 08-01-2011 | Hitnotering: 18-09-2010 t/m 08-01-2011 | Hitnotering: 18-09-2010 t/m 08-01-2011 | Hitnotering: 18-09-2010 t/m 08-01-2011 | Hitnotering: 18-09-2010 t/m 08-01-2011 | Hitnotering: 18-09-2010 t/m 08-01-2011 | Hitnotering: 18-09-2010 t/m 08-01-2011 | Hitnotering: 18-09-2010 t/m 08-01-2011 | Hitnotering: 18-09-2010 t/m 08-01-2011 | Hitnotering: 18-09-2010 t/m 08-01-2011 | Hitnotering: 18-09-2010 t/m 08-01-2011 | Hitnotering: 18-09-2010 t/m 08-01-2011 | Hitnotering: 18-09-2010 t/m 08-01-2011 |
| Week:                                  | 1                                      | 2                                      | 3                                      | 4                                      | 5                                      | 6                                      | 7                                      | 8                                      | 9                                      | 10                                     | 11                                     | 12                                     | 13                                     | 14                                     | 15                                     | 16                                     | 17                                     |                                        |
| -------------------------------------- | -------------------------------------- | -------------------------------------- | -------------------------------------- | -------------------------------------- | -------------------------------------- | -------------------------------------- | -------------------------------------- | -------------------------------------- | -------------------------------------- | -------------------------------------- | -------------------------------------- | -------------------------------------- | -------------------------------------- | -------------------------------------- | -------------------------------------- | -------------------------------------- | -------------------------------------- | -------------------------------------- |
| Positie:                               | 50                                     | 42                                     | 25                                     | 29                                     | 13                                     | 12                                     | 14                                     | 15                                     | 19                                     | 15                                     | 17                                     | 23                                     | 32                                     | 34                                     | 41                                     | 47                                     | 43                                     | uit                                    |